# هالی موزز
هالی موزز (به انگلیسی: Holy Moses) یک گروه ترش متال آلمانی است که در سال ۱۹۸۰ در آخن آلمان بنیان گذارده شد. هالی موزز بیشتر به خاطر خواننده‌اش سابینا کلاسن-منحصربه‌فرد بودن خواندن یک زن در یک گروه ترش متال- و این‌که یکی از اولین گروه‌های ترش متال آلمانی است شهرت دارد.

## درباره
هالی موزز را Jochen Fünders(گیتار الکتریک) و Ramon Brüssler(گیتار بیس) در سال ۱۹۸۰ بنیان گذارند.
یک سال بعد سابرینا کلسن به همراه همسرش اندی کلسن(گیتار اکتریک) به گروه پیوستند. آن‌ها به‌مدت ۵ سال به اجراهای محلی و ضبط دموهایی با نوازندگان درامز مختلف پرداختند و در نهایت اولین آلبوم‌شان با نام ملکهٔ سیام را در سال ۱۹۸۶ منتشر کردند.
آن‌ها تا سال ۱۹۹۴ هفت آلبوم دیگر منتشر کردند و در آن سال در پی جدا شدن سابرینا از اندی کلسن فعالیت گروه نیز متوقف شد.
سابرینا کلسن در سال ۲۰۰۰ مجدداً با گرد هم آوردن اعضای جدید گروه را فعال کرد و آلبوم بعدی گروه در سال ۲۰۰۱ و با نام ارباب مصیبت روانهٔ بازار شد.

## آلبوم‌ها

### آلبوم‌های استودیویی و ای پی
| نام آلبوم                           | معنی نام        | سال انتشار |
| ----------------------------------- | --------------- | ---------- |
| ۱. Queen of Siam                    | ملکهٔ سیام       | ۱۹۸۶       |
| ۲. Finished with the Dogs           |                 | ۱۹۸۷       |
| ۳. The New Machine of Liechtenstein |                 | ۱۹۸۹       |
| ۴. World Chaos                      | هرج و مرج جهانی | ۱۹۹۰       |
| ۵. Terminal Terror                  |                 | ۱۹۹۱       |
| ۶. Reborn Dogs                      |                 | ۱۹۹۲       |
| ۷. Too Drunk to Fuck                |                 | ۱۹۹۳       |
| ۸. No Matter What's the Cause       |                 | ۱۹۹۴       |
| ۹. Master of Disaster               | ارباب مصیبت     | ۲۰۰۱       |
| ۱۰. Disorder of the Order           |                 | ۲۰۰۲       |
| ۱۱. Strength Power Will Passion     |                 | ۲۰۰۵       |
| ۱۲. Agony of Death                  | جان کندن مرگ    | ۲۰۰۸       |